# Dina Rubina
Dina Il'inična Rubina (in russo Дина Ильинична Рубина? in ebraico דינה רובינה‎?; Taskent, 19 settembre 1953) è una scrittrice russa.

## Biografia
Secondo la leggenda di famiglia, dal lato materno discende dalla famiglia ebraica Espinosa di Toledo, ed è anche imparentata con il grande filosofo, Baruch Spinoza. Suo marito è il pittore Borís Karafelov. Nel 1977, terminò gli studi al conservatorio di Taskent. Nel 1971, pubblicò i primi racconti e, nel 1984, si trasferì a Mosca. Dal 1990, vive in Israele. Scrive, principalmente, in russo ed è la autrice di oltre 30 libri in prosa. Nel 1982, fu la vincitrice del premio del Ministero della Cultura dell’Uzbekistan, per l’opera teatrale “Meravigliosa Doria”, scritta insieme al collega Rudolf Barinski. Nel 1990, per il libro “Один интеллигент уселся на дороге” (Un intellettuale si è seduto per la strada), vinse i premi Arie Dulchin e dell’Agenzia Ebraica per l’Israele. Nel 1995, invece, vinse il premio dell’Unione degli scrittori israeliani russofoni, per il romanzo “Ecco il Messia”. Nel 1996, ottiene il Prix des libraires francese. Mentre, nel 2007 fu la vincitrice del premio nazionale di letteratura russa, Premio Gran Libro, per il romanzo На солнечной стороне улицы (“Sul lato soleggiato della strada”).
Era membro della Unione di Scrittori Sovietici (1979-1990). Dal 1990, è membro del PEN Club, appartenente alla Unione di scrittori israeliani russofoni.
I suoi libri sono stati tradotti in 18 lingue, tra cui l’inglese, il tedesco, il francese, il ceco, il polacco, l’ebraico, il bulgaro ecc.

## Opere pubblicate
- Quando nevicherà? (Когда же пойдет снег…?, 1980)
- Una casa con la porta verde (Дом за зеленой калиткой, 1982)
- Apri la Finestra! (Отворите окно! 1987)
- Un intellettuale si è seduto per la strada (Один интеллигент уселся на дороге, 1994)
- Ecco il Messia! (Вот идет Мессия!, 1996)
- Lezioni di Musica (Уроки музыки, 1996)
- L'Ultimo Cinghiale nei boschi di Pontevedra (Последний кабан из лесов Понтеведра, 1998)
- Il Volo Astrale dell'Anima nella Lezione di Fisica (Астральный полет души на уроке физики, 1999)
- L’Alluvione dei Veneziani (Высокая вода венецианцев, 1999)
- Sotto il Segno del Carnevale (Под знаком карнавала, 1999)
- Il Doppio Cognome (Двойная фамилия, 1999)
- In Alta Maslovka (На Верхней Масловке, 2001)
- Messa domenicale in Toledo (Воскресная мессса в Толедо, 2002)
- A Casa Tua (Во вратах твоих, 2002)
- Gli Occhi dell’Eroe su Grande Scala (Глаза героя крупным планом, 2002)
- Alcune frettolose Parole d’Amore (Несколько торопливых слов любви, 2003)
- Il Sindacato (Синдикат, 2004)
- Ich Bin nervoso! (...Их бин нервосо!, 2005)
- Sul lato soleggiato della strada (На солнечной стороне улицы, 2006)
- La lettera di Leonardo (Почерк Леонардо, 2008)
- La Colomba Bianca di Cordoba (Белая голубка Кордовы, 2009)
- Sindrome del Burattino (Синдром Петрушки, 2010)